# Niederhausen (Winterbach)
Niederhausen ist ein Ortsteil der Ortsgemeinde Winterbach (Pfalz) im Landkreis Südwestpfalz in Rheinland-Pfalz.

## Lage
Niederhausen befindet sich im Westen des Gemeindegebiets auf der Sickinger Höhe. Durch das Siedlungsgebiet fließt der Auerbach.
Niederhausen gehört zur Verbandsgemeinde Thaleischweiler-Wallhalben.

## Geschichte
Bis 1792 gehörte der Ort zu Pfalz-Zweibrücken. Von 1798 bis 1814, als die Pfalz Teil der Französischen Republik (bis 1804) und anschließend Teil des Napoleonischen Kaiserreichs war, war Niederhausen in den Kanton Zweibrücken eingegliedert. 1815 hatte der Ort 180 Einwohner. Anschließend wechselte der Ort in das Königreich Bayern. Von 1818 bis 1862 war der Ort Bestandteil des Landkommissariat Zweibrücken, das anschließend in ein Bezirksamt umgewandelt wurde.
1928 hatte Niederhausen 124 Einwohner, die in 26 Wohngebäuden lebten. Ab 1938 war der Ort Bestandteil des Landkreises Zweibrücken. Nach dem Zweiten Weltkrieg wurde Niederhausen innerhalb der französischen Besatzungszone Teil des damals neu gebildeten Landes Rheinland-Pfalz. Im Zuge der ersten rheinland-pfälzischen Verwaltungsreform wurde der Ort am 7. Juni 1969 ins benachbarte Winterbach eingemeindet. Drei Jahre später folgte die Auflösung des Landkreises Zweibrücken; damit einhergehend wechselte der Ort in den Landkreis Pirmasens, der seit 1997 „Landkreis Südwestpfalz“ heißt.

## Infrastruktur
Durch Niederhausen führt die Landesstraße 469. Mit einem Wohnhaus in der Hauptstraße und einem Kriegerdenkmal stehen vor Ort insgesamt zwei Objekte unter Denkmalschutz.